# Artea
Artea város Spanyolországban,  Bizkaia tartományban. Artea Zeberio, Arantzazu, Dima, Orozko és Areatza községekkel határos. Lakosainak száma 748 fő (2024).

## Népesség
A település lakosságának változását az alábbi diagram mutatja:
| Lakosok száma | 653  | 673  | 681  | 751  | 783  | 775  | 749  | 736  | 746  | 748  |
|               | 2001 | 2004 | 2007 | 2009 | 2012 | 2014 | 2017 | 2019 | 2022 | 2024 |